# 皮蒂湖 (萬薩區)
11°32′42″S 76°26′03″W / 11.54500°S 76.43417°W
皮蒂湖（P'itiqucha），是秘魯的湖泊，位於該國中南部利馬大區，由瓦羅奇里省的萬薩區負責管轄，西南面有烏伊索山，西北面有薩克薩山。